# Living Sacrifice
Living Sacrifice sind eine US-amerikanische Metalband aus Little Rock im Bundesstaat Arkansas, die mit Thrash Metal angefangen haben, später zu Death Metal wechselten und in weiteren Alben ihren Stil in Richtung Metalcore orientierten.

## Bandgeschichte
Living Sacrifice war eine der ersten christlichen Death-Metal-Bands. Sie wurde im Herbst 1989 von Darren „D.J.“ Johnson (Bass/Gesang), Lance Garvin (Schlagzeug) und Bruce Fitzhugh (Gitarre) gegründet. 1990 kam noch der Gitarrist Jason Truby dazu. Zu dieser Zeit waren die Bandmitglieder noch sehr jung. DJ war mit 20 Jahren der Älteste, Jason mit 17 der Jüngste.
Ein Demo mit vier Songs wurde 1990 aufgenommen, wurde aber wegen relativ schlechter Qualität nie veröffentlicht. Nachdem sie das Demo bei R.E.X. Records vorgelegt hatten unterschrieben Living Sacrifice ihren ersten Vertrag.
Das „self-titled“ Debüt-Album wurde 1991 von Kurt Bachman (Believer) und Doug Mann (Labeldirektor) innerhalb von sechs Tagen in den Catamount Studios produziert und von R.E.X. Records veröffentlicht. Um das zu bewerkstelligen, mussten sich die Musiker in dieser Zeit von der Schule freistellen lassen. Dies brachte ihnen viele Vergleiche mit anderen Bands, insbesondere mit Slayer ein, was sie dazu inspirierte, Richtung Death Metal zu gehen. Das Album erwies sich als großer Erfolg und hielt sich 56 Wochen lang in den Top Ten des christlichen Musikmagazins "Pure Rock Report". Es folgte eine Tour durch zwanzig US-amerikanische Städte auf der u. a. Betrayal als Support auftraten.
Mit „Nonexistent“ veröffentlichte die Band 1992 ihr zweites Album, mit dem sie ihren Stil von Thrash in Death Metal mit tief gestimmten Instrumenten wandelten. Die Produktion des Albums musste diesmal nicht in aller Eile vonstattengehen und dauerte zwei Wochen. DJ experimentierte hier auch mit einer anderen Art des Singens, die sich am ehesten als gebrülltes Heulen beschreiben lässt.
Nach einer U.S. Tour veröffentlichten sie 1994 ihr drittes Album “Inhabit”, das von vielen neben "Nonexistent" als ihr härtester Output angesehen wird. DJ orientierte sich auf diesem Album wieder mehr in Richtung Thrash. Nach der Veröffentlichung gingen sie eine Woche lang mit Malevolent Creation auf tour.
1995 musste R.E.X. Records Konkurs anmelden. Nach Verhandlungen konnten sich Living Sacrifice die Rechte an ihrem Material sowie die Master-Aufnahmen sichern und waren frei, um sich eine neue Plattenfirma zu suchen. Um Zugang zu einem breiteren Publikum zu erlangen, unterzeichnete die Band einen Vertrag mit Solid State Records.
1995 verließ DJ die Band. Die Gründe für seinen Weggang sind nicht näher bekannt, allerdings erwies sich diese Veränderung als fundamental, was auch in der radikalen Kürzung der langen Haare aller Bandmitglieder ihren Ausdruck fand. Bruce Fitzhugh übernahm ab dem Zeitpunkt den Gesang, Chris Truby, Jasons Bruder, spielte am Bass.
Mit neuer Besetzung veröffentlichen sie das vierte Album, gleichzeitig ihr Solid State Debüt „Reborn“ (aufgenommen durch Barry Poynter), das 1997 herauskam. Der Musikstil änderte sich zu Metalcore, doch auch die Einflüsse des Death- und Thrash blieben Bestandteile der Musik von Living Sacrifice. Viele Fans erachten dieses Album als das Beste der Band.
Chris und Jason Truby verließen danach die Band. Jay Stacy übernahm den Bass für etwa anderthalb Jahre, bis Arthur Green (Eso-Charis) dessen Part übernahm. Rocky Gray betrat die Band Ende 1998 und es wurden neue Lieder geschrieben. Rocky Gray beeinflusste die Musik recht stark hinsichtlich der Melodie. Ende 1999 kam noch Matt Putman (Eso-Charis) dazu, der die Musik mit zusätzlicher Perkussionarbeit erweiterte.
1999 wurden die ersten drei Alben durch Solid State wiederaufgelegt.
Das fünfte Album erschien im Jahr 2000 unter dem Namen „The Hammering Process“, das von mehreren über einen Zeitraum von zwei Jahren abgehaltenen Touren mit P.O.D., Project 86 und Zao zum bis dato meistverkauften Living Sacrifice Album wurde.
Zwei Jahre später, 2002, folgte das vorerst letzte Album mit dem Titel „Conceived in Fire“. Es wurde von Barry Poynter produziert und von Andy Sneap der auch schon an Alben für Killswitch Engage und Machine Head gearbeitet hatte, abgemischt.
Am 28. Juni 2003 fand in Little Rock, Arkansas, das Abschlusskonzert statt, dem Ort, an dem alles begonnen hatte. Sie wurden dabei von Underoath, Demon Hunter, The Agony Scene und Extol unterstützt.
2005 veröffentlichte Solid State "In Memoriam", ein Living Sacrifice Best-of-Album. Es enthält drei neu geschriebene und aufgenommene Songs von Lance Garvin, Rocky Gray und Bruce Fitzhugh.
Am 4. Februar 2008 wurde auf ihrer Myspace-Seite bekannt gegeben, dass die Band an einem neuen Album arbeitet. Im Juni und Juli 2008 befand sich die Band u. a. mit Demon Hunter, Oh, Sleeper, The Famine und Advent auf großer USA-Tour.

## Diskographie
- Living Sacrifice (1991)
- Non-Existent (1992)
- Inhabit (1994)
- Reborn (1997)
- Hammering Process (2000)
- Conceived in Fire (2002)
- In Memoriam (2005)
- Death Machine (2008)
- The Infinite Order (2010)
- Ghost Thief (2013)